# Från advent till jul
Från advent till jul är ett studioalbum med Glenmarks, utgivet 1983, bestående av sånger för julsäsongen.

## Lista
1. Från advent till jul
2. Det är advent (Olle Widestrand, Britt G. Hallqvist)
3. Sankta Lucia ("Natten går tunga fjät"), med Stocksunds barnkör (Teodoro Cottrau, Arvid Rosén)
4. Luciavisa ("Det är elva nätter före jul"), med Stocksunds barnkör (traditionell)
5. Himlen hänger stjärnsvart, med Stocksunds barnkör (traditionell)
6. Jag drömmer om en jul hemma (White Christmas) (Irving Berlin, Karl-Lennart)
7. Nu är det jul (Irma Attermark)
8. Tomtelisa (Borghild Arnér)
9. Jul, jul, strålande jul (Gustaf Nordqvist, Edvard Evers)
10. Tomtarnas julnatt (Wilhelm Sefve, Alfred Smedberg)
11. Stilla natt ("Stille Nacht, heilige Nacht") (Franz Gruber, Oscar Mannström)
12. Jul i gamla sta'n ("Christmas in New York") (Billy Butt, Monica Forsberg)
13. När juldagsmorgon glimmar ("Wir hatten gebauet ein stattliches Haus") (traditionell melodi, svenskspråkig text av Abel Burckhardt)
14. Ett barn är fött på denna dag ("Julvisa från medeltiden ") (traditionell)
15. Rudolph the Red-Nosed Reindeer ("Rudolph the Red-Nosed Reindeer") (Johnny Marks, Eric Sandström)
16. Pepparkaksparaden (Borghild Arnér)
17. Marsipangrisen (Borghild Arnér)
18. Liten julvisa ("Raska fötter springa tripp, tripp, tripp") (Emmy Köhler, Sigrid Sköldberg-Pettersson)

## Medverkande
- Anders Neglin
- Jonas Isacsson
- Mats Englund
- Magnus Persson
- Lennart Felixson
- Ann-Louise Hanson
- Jenni Glenmark
- Jessica Glenmark
- Sven Olof Bagge
- Olle Romö
- Stocksunds barnkör (sångare)
- Hot Lips Big Band (musiker)

### Fotnoter
1. ↑  ”Från advent till jul”. Svensk mediedatabas. 26 februari 1983. http://smdb.kb.se/catalog/id/001889207. Läst 26 november 2012.